# François-Augustin Chauvin-Hersant
Pour les articles homonymes, voir Chauvin et Hersant (homonymie).
François-Augustin Chauvin-Hersant, né le 11 août 1756 à Niort et mort le 25 septembre 1836 à Ardin, est un homme politique français.

## Biographie
Fils de Michel-Jean Chauvin, conseiller du roi et avocat, il est élevé par les Oratoriens de Niort, Chauvin-Hersant étudie le droit à l'université de Poitiers, puis s'installe comme avocat dans sa ville natale. 
Il entame une carrière politique avec la Révolution française. Le 14 novembre 1790, il est élu substitut du procureur de Niort. En septembre 1791, il est élu accusateur public auprès du tribunal criminel des Deux-Sèvres. 
Le 8 septembre 1792, Chauvin-Hersant est élu député suppléant des Deux-Sèvres à la Convention nationale, avec 179 voix sur 348. Il est appelé à siéger en juillet 1793 en remplacement du girondin Gaspard-Séverin Duchastel, décrété d'arrestation et bientôt condamné à mort. Au contraire de son prédécesseur, il se lie au parti alors majoritaire, la Montagne. Toutefois, Chauvin-Hersant n'est pas le plus exalté des Montagnards car, après avoir participé à la chute de Robespierre, il se rallie à la réaction thermidorienne en l'an III. Le 26 août 1794, la Convention l'envoie en mission dans la Creuse, la Haute-Vienne et la Vienne. Dans ce dernier département, il épure l'administration jacobine mise en place par le robespierriste Piorry, député de la Vienne. Il fait arrêter les sbires de Piorry, mais Ingrand, un ami de celui-ci parvenu au Comité de Sûreté générale, les fait libérer aussitôt. Chauvin mène la même politique antiterroriste dans les autres départements.
En octobre 1795, il est réélu par les Deux-Sèvres au Conseil des Cinq-Cents. Il siège dans cette assemblée avec la gauche. Son mandat s'achève en 1798 et il quitte alors la vie politique. Le Directoire le nomme immédiatement adjoint de l'administration centrale des Deux-Sèvres, avant de le promouvoir président de l'administration en 1799.
En 1800 le Consulat le déplace à la préfecture de Niort, où il est conseiller puis secrétaire-général. En 1804, Chauvin reçoit en plus de ses fonctions préfectorales la présidence du canton de Coulonges-sur-l'Autize.
En 1814, la Restauration destitue cet ancien conventionnel de toutes ses fonctions. Les Cent-Jours lui permettent cependant de revenir en politique, puisqu'il est élu député à la Chambre des représentants le 11 mai 1815, avec 61 voix sur 102 votants. Il n'a pas le temps de se faire remarquer dans cette assemblée qui ne siège qu'un mois.
Le retour de Louis XVIII sur le trône semble avoir converti Chauvin-Hersant au royalisme, puisqu'il retrouve un poste en 1816 comme président du tribunal civil de Niort. 
Cet ancien montagnard finit sa vie en riche notable respecté. En 1830, la monarchie de Juillet naissante le nomme maire d'Ardin où il meurt en 1836 à l'âge de quatre-vingts ans.